# 矩 (數學)
又稱，其概念来自于物理学。在物理学中，矩用来表示物体形状的物理量，為重要参数指标。在數學中，矩的概念是用來度量一組具有一定形態特點的點陣。舉個常用的例子，一個“二階矩”，我們在一維上可以測量它的“寬度”；而在更高階的維度上，由於其適用於橢球的空間分佈，我們還可以對點的云結構進行測量和描述。其他的矩用來描述諸如與均值的歪斜分佈情況（偏態），或峰值的分佈情況（峰態）等其他方面的分佈特點。

## 定义
设隨機變數（或統計量，下同）{\displaystyle X}的概率密度函数为{\displaystyle f(x)}。
对于离散型随机变量，在存在的前提下，其相对于值{\displaystyle c}的{\displaystyle n}阶矩为：
{\displaystyle \mu _{n}=\sum \limits _{i=1}^{\infty }(x_{i}-c)^{n}P(x_{i})}
对于连续型随机变量，在存在的前提下，其相对于值{\displaystyle c}的{\displaystyle n}阶矩为：
{\displaystyle \mu _{n}=\int _{-\infty }^{\infty }(x-c)^{n}\,f(x)\,dx}
特别地，当{\displaystyle c=0}时称之为原点矩，当{\displaystyle c=E(X)}时称之为中心矩。

## 期望（Expectation）
隨機變數的期望値定義為其1階原動差：
{\displaystyle E(x)=\int _{-\infty }^{\infty }x\,f(x)\,dx}
在變異數等定義中，期望值也稱為隨機變量的“中心”。顯然，任何隨機變量的1階主動差為0。

## 方差（Variance）
隨機變量的方差定義為其2階主動差：
{\displaystyle \operatorname {Var} (x)=\int _{-\infty }^{\infty }\left[x-E(x)\right]^{2}\,f(x)\,dx}

## 偏態（Skewness）
隨機變量的偏態定義為其3階主動差：
{\displaystyle S(x)=\int _{-\infty }^{\infty }[x-E(x)]^{3}\,f(x)\,dx}

## 峰態（Kurtosis）
隨機變量的峰態定義為其4階主動差：
{\displaystyle K(x)=\int _{-\infty }^{\infty }[x-E(x)]^{4}\,f(x)\,dx}

## 样本矩
矩常常通过样本矩
{\displaystyle \mu '_{n}\approx {\frac {1}{N}}\sum _{i=1}^{N}X_{i}^{n}}
来估计。此方法不需要先估计其概率分布。

## 外部連結
- Mathworld Website （页面存档备份，存于）

1. ↑  龚曙明. . 清华大学出版社有限公司. 2005: 91  [2023-07-26]. ISBN 9787810825863. （原始内容存档于2023-07-26）.
2. ↑  國家教育研究院. . 2014: 元照出版公司. : 259  [2023-07-26]. ISBN 9789860440454. （原始内容存档于2023-07-26）.
3. ↑  國家教育研究院. . 元照出版公司. 2015: 133  [2023-07-26]. ISBN 9789860465402. （原始内容存档于2023-07-26）.